# ジョニー・オブライアント
ジョニー・リー・オブライアント3世(Johnny Lee O'Bryant III 1993年6月1日 - )は、アメリカ合衆国ミシシッピ州クリーブランド出身のプロバスケットボール選手。ポジションはパワーフォワード。身長206cm  体重116kg。

## 来歴
ルイジアナ州立大学で3年間プレーし、3年生時には平均15.4得点7.7リバウンドを記録し、2014年のNBAドラフトにアーリーエントリーを表明。2巡目36位でミルウォーキー・バックスから指名されてNBA入りした。
1年目の2014-15シーズンは、プレシーズンゲームで右足首を負傷した影響で、34試合の出場に止まった。翌2015-16シーズンは、66試合に出場したものの、平均3得点2.7リバウンドに終わり、2016年6月29日に解雇された。
2016年9月9日、ワシントン・ウィザーズとトレーニングキャンプに関する契約を結んだが、開幕前の10月21日に解雇。11月11日にDリーグのノーザンアリゾナ・サンズと契約。2017年1月24日にデンバー・ナゲッツと10日間契約を結んだ。ナゲッツとの契約が終了後、今度はシャーロット・ホーネッツと10日間契約を結んだ。
2018年2月7日、ウィリー・エルナンゴメスとのトレードでニューヨーク・ニックスに放出され。翌日解雇された。
2018年7月31日、イスラエルのマッカビ・テルアビブBCと契約。国内リーグ優勝を経験した。
2021-22シーズン開幕前に古巣のバックスのトレーニングキャンプに参加するも、開幕前に解雇。NBA復帰はならず、2021年11月に原州DBプロミへの加入が発表された。
その後、フィリピン・PBAのメラルコ・ボルツ、中国プロバスケットボールリーグの上海シャークスを経て、2023年11月15日にBリーグ・茨城ロボッツと契約した。